# Orothamnus zeyheri
Orothamnus zeyheri är en tvåhjärtbladig växtart som beskrevs av Karl Carl Wilhelm Ludwig Pappe och William Jackson Hooker. Orothamnus zeyheri ingår i släktet Orothamnus och familjen Proteaceae. Inga underarter finns listade i Catalogue of Life.